# Квинт Теренций Кулеон (трибун 189 пр.н.е.)
Квинт Теренций Кулеон (на латински: Quintus Terentius Culleo) е политик на Римската република през началото на 2 век пр.н.е. по времето на Римско-сирийската война против Антиох III Велики. Произлиза от фамилията Теренции, клон Кулеон.
През 189 пр.н.е. той е народен трибун с колеги Гай Семпроний Рутил и Публий Семпроний Гракх. Консули тази година са Марк Фулвий Нобилиор и Гней Манлий Вулзон. Народните трибуни пречат на Маний Ацилий Глабрион да стане цензор 189 пр.н.е. и той оттегля кандидатурата си.